# Gnadauer Straße 2

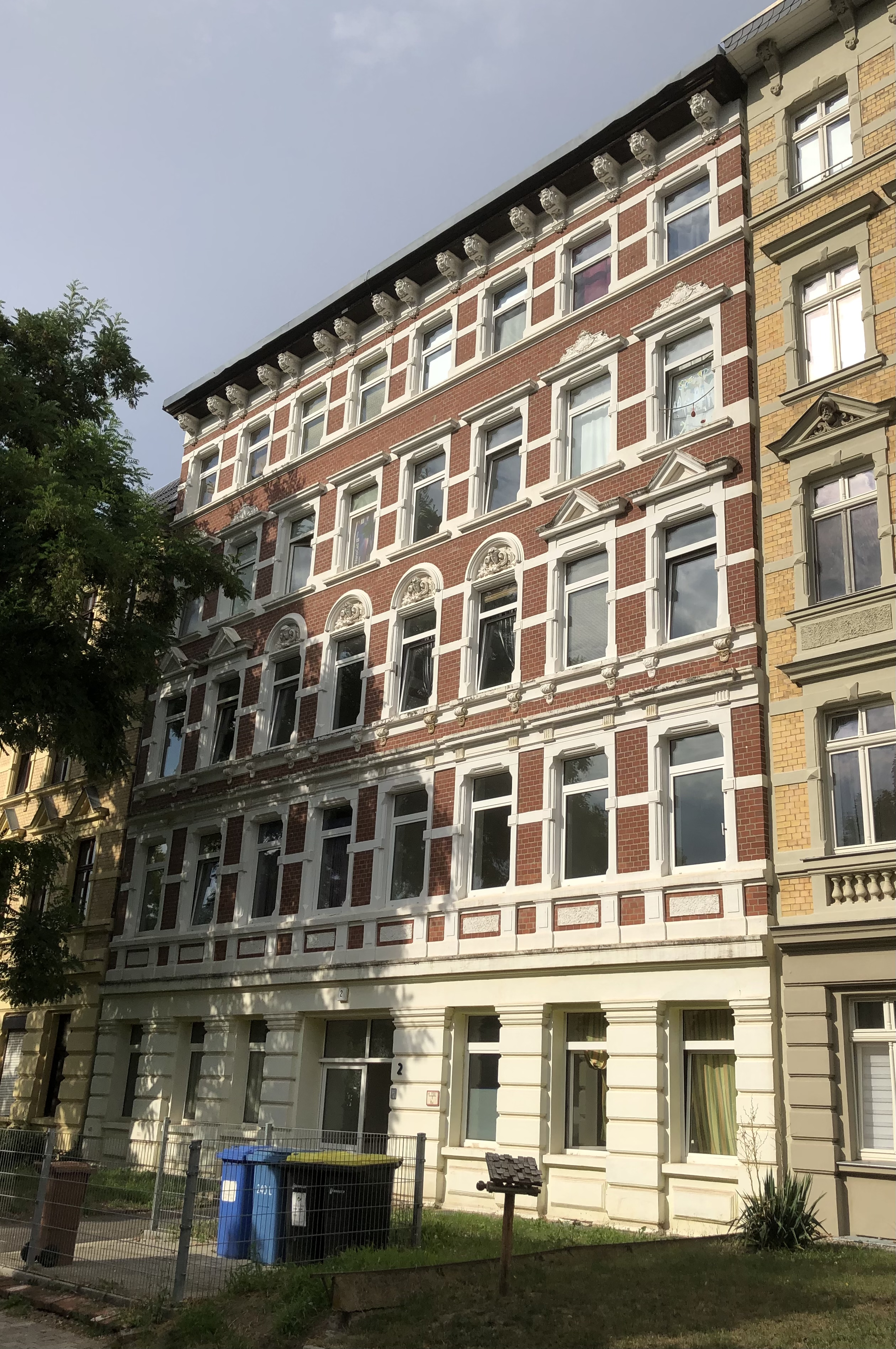
Wohnhaus Gnadauer Straße 2 im Jahr 2021

Das Gebäude Gnadauer Straße 2 ist ein denkmalgeschütztes Wohnhaus in Magdeburg in Sachsen-Anhalt.

## Lage
Das Haus befindet sich auf der Ostseite der Gnadauer Straße im Magdeburger Stadtteil Buckau. Südöstlich grenzt das gleichfalls denkmalgeschützte Gebäude Gnadauer Straße 3, nordwestlich die Weststraße 7 an. Westlich erstrecken sich Eisenbahnanlagen, so dass die Häuserzeile weit sichtbar und prägend für das Ortsbild ist.

## Architektur und Geschichte
Der fünfgeschossige Bau wurde 1890 in Ziegelbauweise errichtet. Die achtachsige, repräsentativ gestaltete Fassade ist durch Putzelemente gegliedert und im Stil des Neobarocks ausgeführt. An der Fassade des Erdgeschosses findet sich eine Rustizierung. Die Planung des Hauses erfolgte durch den Zimmermeister A. Wischeropp. 
Im örtlichen Denkmalverzeichnis ist das Wohnhaus unter der Erfassungsnummer 094 71481 als Baudenkmal verzeichnet.
Das Gebäude gilt als Teil der erhaltenen gründerzeitlichen Straßenzeile als städtebaulich bedeutsam und ist ein Beispiel des bauzeitlichen Mietwohnungsbaus im Industrieort Buckau.